# Alex Lynn
Alex Lynn (teljes nevén Alexander George Lynn; Goodmayes, 1993. szeptember 17. –) angol autóversenyző. A 2014-es GP3-as szezon bajnoka a Carlin csapatával, 
 korábban a Williams F1 Formula–1-es csapat tesztpilótája volt.

## Magánélete
Alexander George Lynn 1993. szeptember 17-én született Goodmayesben, Nagy-Londonban, 2020-tól pedig Parsons Greenben él. Tanulmányait a A Saint Nicholas School-ban végezte. Saját bevallása szerint kedvenc versenypályája Silverstone Circuit, míg versenyzői példaképe a hétszeres Formula–1-es világbajnok, Michael Schumacher.

## Pályafutása

### Gokart
Elég későn, 11 évesen kezdte meg autóversenyzői pályafutását gokartozással. 2008-ban érte el legjobb összetettbeli eredményét, egy 5. hellyel a Silver Cup KF2-es kategóriájában a Ricky Flynn Motorsport csapatában.

### Formula Renault
2009-ben váltott együléses versenyzésre a Formula Renault Téli sorozatában a Fortec Motorsport színeiben. Egy évvel később a Brit Formula Renault-ban a 10. helyezett lett összetettben és kiérdemelte a Graduate Cup-ot azzal, hogy a 3. pozícióban zárta a Brands Hatch-i utolsó fordulót. 2011-ben is együttműködött a Fortec-cel és bajnok lett a kategóriában 12 győzelemmel. Emellett a Formula Renault 2.0 Európa-kupában is rajthoz állt a Hungaroringen és Silverstone-ban. Utóbbi helyszín második versenyére pole-pozíciót szerzett.

### Toyota Racing Series
2011-ben ott volt az új-zélandi Toyota Racing Seriesben a Giles Motorsporttal. Háromszor is felállhatott a pódiumra, egyszer a legfelső fokára a Teretonga Parkban. 2013 januárjában visszatért a szigetre az M2 Competition együttesével. A 15 versenyből 8 alkalommal végzett a Top3-ban és az összetettben 2. lett, amivel addigi legjobb nemzetközi eredményét érte el.

### Formula–3
2011. október 20-án hivatalossá vált, hogy a negyedik szezonját is a Fortec színeiben kezdi meg, dupla programokkal. A brit Formula–3-as bajnokság tabelláján a 4. helyet foglalta el 9 pódiummal, míg vendégként néhány fordulón rajthoz állt a Formula–3 Európa-bajnokságon is.
2012 novemberében nevezték a géposztály legendás versenyére, a makaói nagydíj 59. kiírására. A kvalifikációs futamon pole-pozíciót ért el, ami 2006 óta az első újonc siker volt. A főfutamon 3. helyen ért célba, ami az újoncok között győzelmet ért a számára.
2012. november 15-én az olasz Prema Powerteam szerződtette a 2013-as Formula–3 Európa-bajnokságra. 3 futamgyőzelmével és 15 dobogójával az összesítés 3. helyén zárt. Öt első-rajtkockájából kiemelkedik a három hazai pályán, Brands Hatch-ben gyűjtött.
2013 őszén visszatért a makaói viadal 60. megrendezésére a Prema és a Theodore Racing közös projektével. Utóbbi alakulat utoljára 1992-ben vett részt és 1983-ban Ayrton Sennával a volánnál érték el a győzelmet. Az időméréses versenyen Lynn diadalmaskodott, majd a főfutamon rajt-cél győzelmet aratva az első brit versenyző lett, aki 2007 és Oliver Jarvis óta a legelőkelőbb helyen zárt.

### GP3

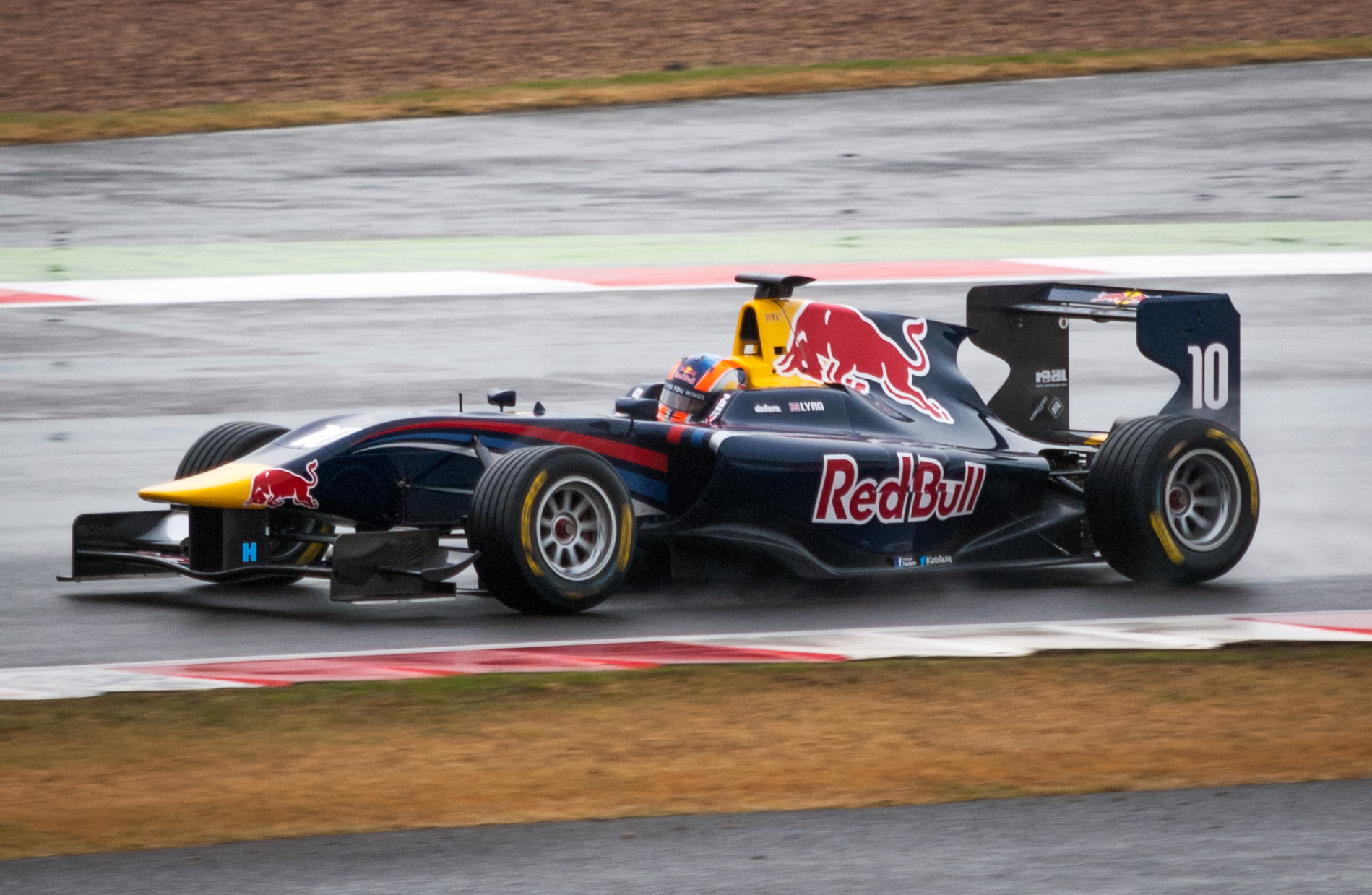
2014-ben Silversone-ban

2014-re A Formula–1 második nevelősorozatához, a GP3 mezőnyéhez csatlakozott a Carlin színeiben, Red Bull protezsáltként. A szezonnyitó spanyol nagydíj első versenyén maximális pontszámot és győzelmet szerzett. A sprintfutamon csupán a 18. pozícióban rangsorolták, de így is listavezetőként hagyta el a Circuit de Barcelona-Catalunyát. Az ausztriai Red Bull Ring-en ismét begyűjtött egy sikert csapattársa, Emil Bernstorff előtt. A fordulózárón ismét balszerencsés volt, hiszen az első körben defektet kapott, így csak a 20. hely lett az övé. Hazai futamain a 2. és 6 helyen végzett, a Hungaroringen pedig mindkét alkalommal a 4. lett, így már 32 pont előnnyel vezette az összetettet Richie Stanway előtt. November 21-én az abu-dzabi szezonzáró időmérőedzésének végén matematikailag is behozhatatlan lett az előnye, így bajnokká avanzsált.

### GP2
A GP3-as bajnoki címe és a GP2-es tesztek után 2015 januárjában egy másik Red Bull Junior, Pierre Gasly mellett aláírt a GP2-szezonra a DAMS-hoz. Az összetettben a 6. helyen végzett, két győzelmet aratott, egyet-egyet Barcelonában és a Hungaroringen. Szeptember 5-én Monzában a 13. körben egy nagy balesetet szenvedett, mikor összeért Szergej Szirotkin autójával.
2016-ra meghosszabbították kontraktusát. Ebben az évadban három sprintversenyen is diadalmaskodott és újra a 6. lett a pilóták között 124 egységgel. Az idény végén távozott a bajnokságból.

### Formula–1
A GP3 megnyerése után tesztelhetett a 2014-es Formula–1-es szezon utáni teszten a Lotus csapatával. 2015. január 28-án a Williams hivatalosan bejelentette Lynn-t, mint az istálló új fejlesztőpilótája. Emiatt közös megegyezéssel kilépett a Red Bull kötelékéből.

### Formula–E

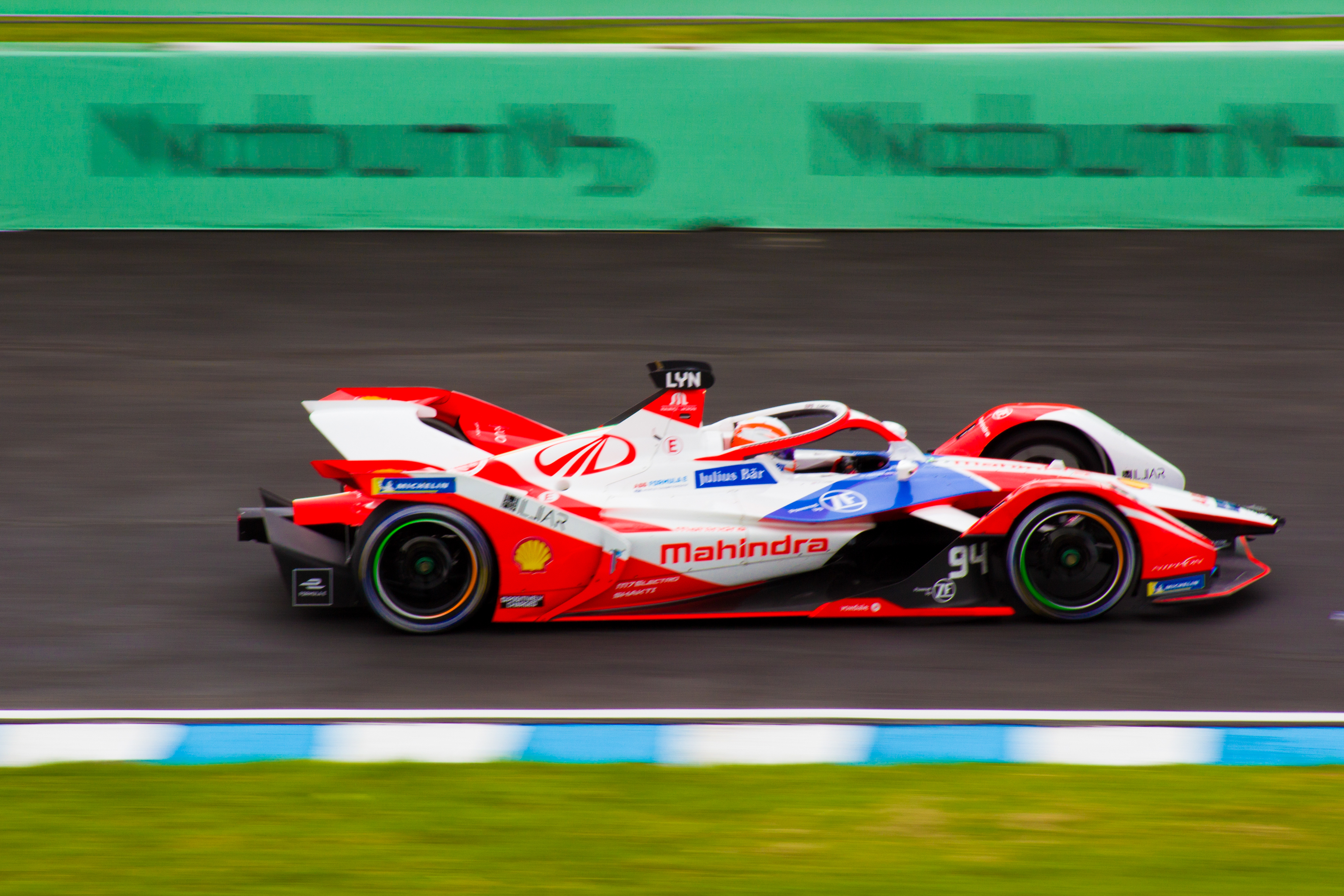
A 2021-es Puebla ePrix-en a Mahindra Racing autóját vezetve

2016 augusztusában egyike volt annak a négy pilótának, akik tesztelhették a Jaguar autóját a Donington Parkban. 2017 januárjában a Virgin Racing tartalékpilótája lett, majd júliusban éles versenyen is bemutatkozhatott, a New York ePrix-en, José María López helyetteseként, aki WEC elfoglaltságai miatt nem tudott elutazni a helyszínre. 2017. szeptember 5-én megerősítették, hogy több évre szóló szerződést írt alá, elsőként a 2017–2018-as szezonra. Az évad első nagydíjain jó kvalifikációs teljesítményei mellett sok probléma hátráltatta és épp, hogy csak a pontszerző helyek valamelyikén tudták leinteni.
A Virgintől való távozása után 2019. március 28-án a Jaguar kinevezte a Nelson Piquet Jr. helyére a 2018–2019-es idény hét hátralévő fordulójára. Egy szezonnal később az indiai Mahindra Racing igazolta le, Pascal Wehrlein távozása után a berlini versenyekre.
A 2020–2021-es világbajnokságra teljes évre megállapodtak a felek, csapattársa Alexander Sims lett. A nyitó rijádi második futamon összeért Mich Evans Jaguárjával, majd az autója fejtetőn állt meg. A baleset után kórházba szállították, de nem szenvedett komolyabb sérüléseket. Első győzelmét a debütáló londoni pályán szerezte, a második versenyen. A következő évad előtt Oliver Rowland érkezését jelentették be, így Lynn távozott.

### Sportautózás

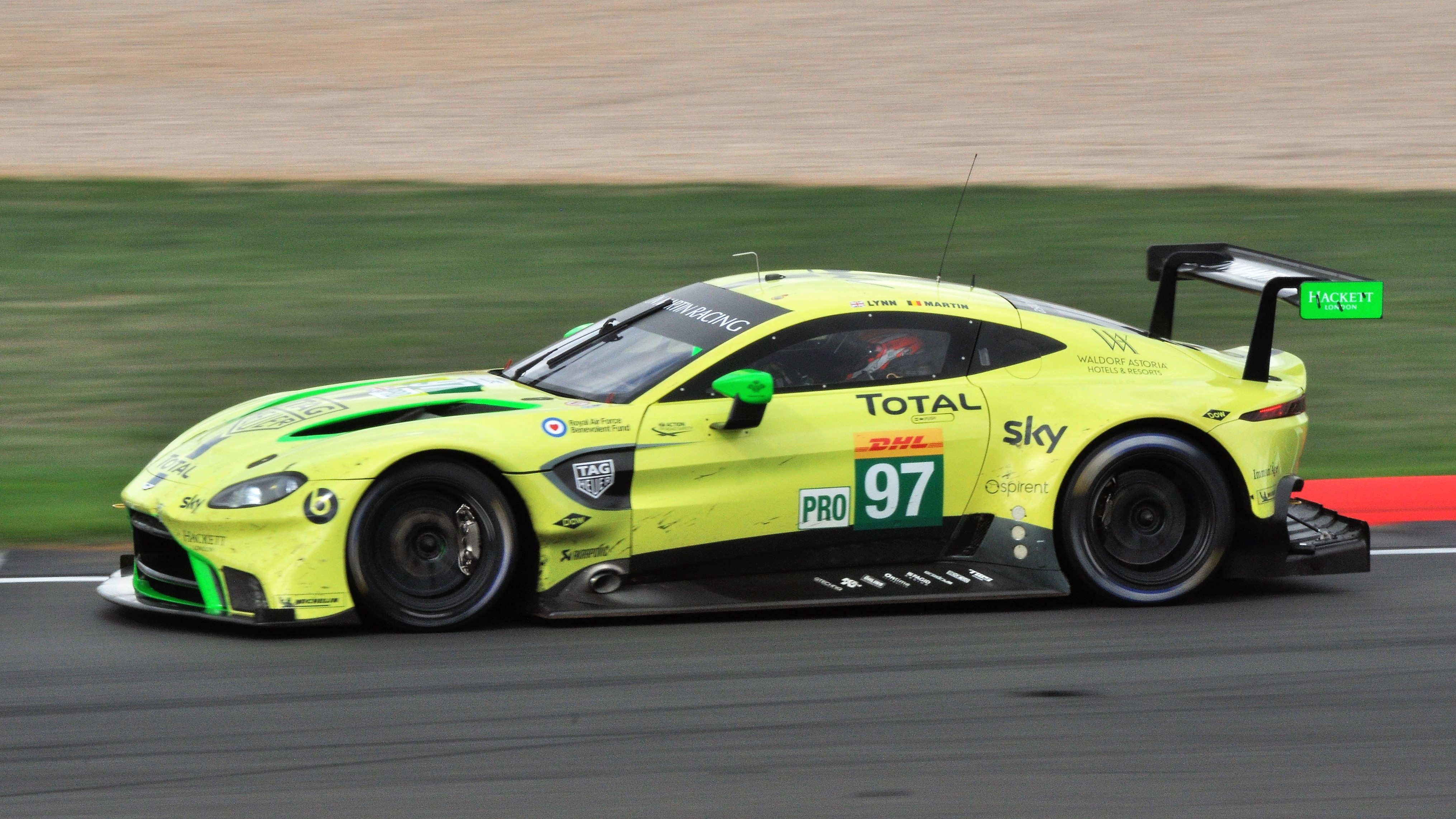
2018-ban az Aston Martin volánja mögött

2017-ben csatlakozott a BMW gyári csapatához a Nürburgringi 24 órásra. Ugyanebben az évben a Wayne Taylor Racing alakulatával megnyerte a Sebringi 12 órás versenyt. 2017 novemberében a gyári Aston Martin Racing versenyzője lett a 2018–19-es hosszútávú-világbajnoki szezonra a GTE Pro kategóriában. 2020. szeptember 20-án elsőként végzett a Le Mans-i 24 óráson, Maxime Martin és Harry Tincknell társaként. Ezzel a gyártó első és egyben utolsó diadalát aratta a kategóriában. November 21-én az évad zárófordulóján, a bahreini 8 óráson pozitív koronavírus-tesztje miatt nem vehetett részt, ezért Richard Westbrook ült be a helyére.
2021. október 19-én a Chip Ganassi Racing bejelentette, hogy Lynn és Earl Bamber csatlakozott hozzájuk a 2022-es amerikai Sportautó-bajnokságra (IMSA) a DPi osztályba.

## Eredményei

### Karrier összefoglaló
| Szezon  | Bajnokság                          | Csapat                  | Verseny         | Győzelem        | Pole            | Leggyorsabb kör | Dobogó          | Pont            | Helyezés        |
| ------- | ---------------------------------- | ----------------------- | --------------- | --------------- | --------------- | --------------- | --------------- | --------------- | --------------- |
| 2009    | Brit Formula Renault Téli sorozat  | Fortec Motorsport       | 4               | 0               | 0               | 0               | 0               | 40              | 10.             |
| 2010    | Brit Formula Renault               | Fortec Motorsport       | 20              | 0               | 0               | 0               | 1               | 210             | 10.             |
| 2010    | Brit Formula Renault Téli sorozat  | Fortec Motorsport       | 6               | 3               | 1               | 1               | 3               | 40              | 1.              |
| 2011    | Brit Formula Renault               | Fortec Motorsports      | 20              | 12              | 14              | 10              | 15              | 521             | 1.              |
| 2011    | Formula Renault 2.0 Európa-kupa    | Fortec Motorsports      | 4               | 0               | 1               | 0               | 1               | 26              | 14.             |
| 2011    | Toyota Racing Series               | Giles Motorsport        | 12              | 1               | 0               | 1               | 3               | 514             | 9.              |
| 2012    | Brit Formula–3-as bajnokság        | Fortec Motorsports      | 28              | 1               | 2               | 5               | 9               | 253             | 4.              |
| 2012    | Formula–3 Európa-bajnokság         | Fortec Motorsports      | 10              | 0               | 0               | 0               | 2               | —               | HN†             |
| 2012    | Masters of Formula–3               | Fortec Motorsports      | 1               | 0               | 0               | 0               | 0               | —               | 7.              |
| 2012    | Makaó nagydíj                      | Fortec Motorsports      | 1               | 0               | 1               | 0               | 1               | —               | 3.              |
| 2013    | Formula–3 Európa-bajnokság         | Prema Powerteam         | 30              | 3               | 5               | 4               | 14              | 339,5           | 3.              |
| 2013    | Masters of Formula–3               | Prema Powerteam         | 1               | 0               | 0               | 0               | 1               | —               | 2.              |
| 2013    | Makaó nagydíj                      | Prema Theodore Racing   | 1               | 1               | 1               | 0               | 1               | —               | 1.              |
| 2013    | Toyota Racing Series               | M2 Competition          | 15              | 3               | 4               | 3               | 9               | 803             | 2.              |
| 2014    | GP3                                | Carlin                  | 18              | 3               | 2               | 3               | 8               | 207             | 1.              |
| 2014    | Formula–1                          | Lotus                   | Tesztpilóta     | Tesztpilóta     | Tesztpilóta     | Tesztpilóta     | Tesztpilóta     | Tesztpilóta     | Tesztpilóta     |
| 2015    | GP2                                | DAMS                    | 21              | 2               | 2               | 2               | 4               | 110             | 6.              |
| 2015    | Formula–1                          | Williams                | Fejlesztőpilóta | Fejlesztőpilóta | Fejlesztőpilóta | Fejlesztőpilóta | Fejlesztőpilóta | Fejlesztőpilóta | Fejlesztőpilóta |
| 2016    | GP2                                | DAMS                    | 22              | 3               | 0               | 0               | 5               | 124             | 6.              |
| 2016    | Formula–1                          | Williams                | Fejlesztőpilóta | Fejlesztőpilóta | Fejlesztőpilóta | Fejlesztőpilóta | Fejlesztőpilóta | Fejlesztőpilóta | Fejlesztőpilóta |
| 2016    | WEC                                | Manor                   | 3               | 0               | 1               | 2               | 0               | 4,5             | 30.             |
| 2016–17 | Formula–E                          | Virgin Racing           | 2               | 0               | 1               | 0               | 0               | 3               | 23.             |
| 2017    | WEC                                | G-Drive Racing          | 5               | 1               | 3               | 0               | 1               | 54              | 15.             |
| 2017    | WeatherTech SportsCar Championship | Wayne Taylor Racing     | 1               | 1               | 0               | 0               | 1               | 35              | 29.             |
| 2017–18 | Formula–E                          | Virgin Racing           | 12              | 0               | 0               | 0               | 0               | 17              | 16.             |
| 2018–19 | WEC                                | Aston Martin Racing     | 8               | 1               | 0               | 0               | 1               | 66              | 8.              |
| 2018–19 | Formula–E                          | Panasonic Jaguar Racing | 7               | 0               | 0               | 0               | 0               | 10              | 18.             |
| 2019    | Blancpain GT Endurance-kupa        | R-Motorsport            | 2               | 0               | 0               | 0               | 1               | 38              | 6.              |
| 2019–20 | WEC                                | Aston Martin Racing     | 7               | 1               | 0               | 1               | 5               | 142             | 4.              |
| 2019–20 | Formula–E                          | Mahindra Racing         | 6               | 0               | 0               | 0               | 0               | 16              | 17.             |
| 2021–21 | Formula–E                          | Mahindra Racing         | 15              | 1               | 0               | 0               | 3               | 78              | 12.             |
| 2022    | WeatherTech SportsCar Championship | Chip Ganassi Racing     | 0               | 0               | 0               | 0               | 0               | 0               | —               |

* A szezon jelenleg is zajlik.
† Vendég pilótaként nem volt jogosult pontokra.

### Teljes Formula–3 Európa-bajnokság eredménysorozata
(Táblázat értelmezése)

(Félkövér: pole-pozícióból indult; dőlt: leggyorsabb kört futott) 

| Év   | Csapat            | 1        | 2       | 3       | 4       | 5       | 6     | 7        | 8       | 9        | 10      | 11      | 12       | 13      | 14       | 15      | 16      | 17      | 18    | 19       | 20      | 21      | 22      | 23    | 24    | 25      | 26      | 27      | 28      | 29    | 30      | Helyezés | Pont  |
| ---- | ----------------- | -------- | ------- | ------- | ------- | ------- | ----- | -------- | ------- | -------- | ------- | ------- | -------- | ------- | -------- | ------- | ------- | ------- | ----- | -------- | ------- | ------- | ------- | ----- | ----- | ------- | ------- | ------- | ------- | ----- | ------- | -------- | ----- |
| 2012 | Fortec Motorsport | HOC 1 10 | HOC 2 4 | LEC 1 3 | LEC 2 7 | BRH 1   | BRH 2 | RBR 1    | RBR 2   | NOR 1 19 | NOR 2 9 | SPA 1 6 | SPA 2 5  | NÜR 1   | NÜR 2    | ZAN 1   | ZAN 2   | VAL 1   | VAL 2 | HOC 1 Ki | HOC 2 3 |         |         |       |       |         |         |         |         |       |         | HN†      | 0†    |
| 2013 | Prema Powerteam   | MNZ 1 8  | MNZ 2 6 | MNZ 3   | SIL 1 2 | SIL 2 6 | SIL 3 | HOC 1 15 | HOC 2 7 | HOC 3 6  | BRH 1   | BRH 2   | BRH 3 Ki | RBR 1 7 | RBR 2 12 | RBR 3 8 | NOR 1 3 | NOR 2 1 | NOR 3 | NÜR 1 14 | NÜR 2 7 | NÜR 3 6 | ZAN 1 3 | ZAN 2 | ZAN 3 | VAL 1 3 | VAL 2 1 | VAL 3 4 | HOC 1 4 | HOC 2 | HOC 3 8 | 3.       | 339.5 |

† – Vendég pilótaként nem volt jogosult pontokra.

### Teljes GP3-as eredménylistája
(Táblázat értelmezése)

(Félkövér: pole-pozícióból indult; dőlt: leggyorsabb kört futott) 

| Év   | Csapat | 1         | 2          | 3         | 4          | 5         | 6         | 7         | 8         | 9         | 10        | 11        | 12        | 13        | 14        | 15        | 16        | 17        | 18        | Helyezés | Pont |
| ---- | ------ | --------- | ---------- | --------- | ---------- | --------- | --------- | --------- | --------- | --------- | --------- | --------- | --------- | --------- | --------- | --------- | --------- | --------- | --------- | -------- | ---- |
| 2014 | Carlin | ESP FEA 1 | ESP SPR 18 | AUT FEA 1 | AUT SPR 20 | GBR FEA 2 | GBR SPR 6 | GER FEA 2 | GER SPR 3 | HUN FEA 4 | HUN SPR 4 | BEL FEA 8 | BEL SPR 1 | ITA FEA 6 | ITA SPR 2 | RUS FEA 7 | RUS SPR 5 | UAE FEA 5 | UAE SPR 2 | 1.       | 207  |

### Teljes GP2-es eredménylistája
(Táblázat értelmezése)

(Félkövér: pole-pozícióból indult; dőlt: leggyorsabb kört futott) 

| Év   | Csapat | 1          | 2          | 3         | 4         | 5          | 6          | 7          | 8          | 9          | 10         | 11         | 12         | 13         | 14        | 15         | 16         | 17         | 18         | 19        | 20         | 21        | 22        | Helyezés | Pont |
| ---- | ------ | ---------- | ---------- | --------- | --------- | ---------- | ---------- | ---------- | ---------- | ---------- | ---------- | ---------- | ---------- | ---------- | --------- | ---------- | ---------- | ---------- | ---------- | --------- | ---------- | --------- | --------- | -------- | ---- |
| 2015 | DAMS   | BHR FEA 19 | BHR SPR 15 | ESP FEA 5 | ESP SPR 1 | MON FEA 13 | MON SPR 11 | AUT FEA 3  | AUT SPR 20 | GBR FEA 5  | GBR SPR 6  | HUN FEA 1  | HUN SPR 9  | BEL FEA 11 | BEL SPR 8 | ITA FEA Ki | ITA SPR 10 | RUS FEA Ki | RUS SPR 10 | BHR FEA 8 | BHR SPR 3  | UAE FEA 8 | UAE SPR T | 6.       | 110  |
| 2016 | DAMS   | ESP FEA 5  | ESP SPR 1  | MON FEA 4 | MON SPR 5 | EUR FEA Ki | EUR SPR 9  | AUT FEA 11 | AUT SPR 3  | GBR FEA 16 | GBR SPR 14 | HUN FEA 12 | HUN SPR Ki | GER FEA 7  | GER SPR 1 | BEL FEA 3  | BEL SPR 10 | ITA FEA 12 | ITA SPR 5  | MAL FEA 4 | MAL SPR 12 | UAE FEA 8 | UAE SPR 1 | 6.       | 124  |

### Teljes FIA World Endurance Championship eredménysorozata
(Táblázat értelmezése)

(Félkövér: pole-pozícióból indult; dőlt: leggyorsabb kört futott) 

| Év      | Helyezés            | Osztály   | Kasztni                  | Motor                       | 1     | 2      | 3      | 4     | 5     | 6     | 7      | 8      | 9      | Helyezés | Pont |
| ------- | ------------------- | --------- | ------------------------ | --------------------------- | ----- | ------ | ------ | ----- | ----- | ----- | ------ | ------ | ------ | -------- | ---- |
| 2016    | Manor               | LMP2      | Oreca 05                 | Nissan VK45DE 4.5 L V8      | SIL   | SPA    | LMS    | NÜR   | MEX   | COA   | FUJ 11 | SHA 9  | BHR 10 | 30.      | 4,5  |
| 2017    | G-Drive Racing      | LMP2      | Oreca 07                 | Gibson GK428 4.2 L V8       | SIL 5 | SPA 1  | LMS Ki | NÜR   | MEX 4 | COA 8 | FUJ    | SHA    | BHR    | 15.      | 54   |
| 2018–19 | Aston Martin Racing | LMGTE Pro | Aston Martin Vantage AMR | Aston Martin 4.0 L Turbo V8 | SPA 6 | LMS 13 | SIL 4  | FUJ 9 | SHA 4 | SEB 8 | SPA 1  | LMS 14 |        | 8.       | 66   |
| 2019–20 | Aston Martin Racing | LMGTE Pro | Aston Martin Vantage GTE | Aston Martin 4.0 L Turbo V8 | SIL 3 | FUJ 3  | SHA 4  | BHR 3 | COA 4 | SPA 3 | LMS 1  | BHR    |        | 4.       | 142  |

* A szezon jelenleg is zajlik.
† A versenyt nem fejezte be, de helyezését értékelték, mert a versenytáv több, mint 90%-át teljesítette.

### Teljes WeatherTech SportsCar Championship eredménysorozata
| Év   | Csapat              | Osztály | Kasztni          | Motor             | 1   | 2     | 3   | 4   | 5   | 6   | 7   | 8   | 9   | 10  | Helyezés | Pont |
| ---- | ------------------- | ------- | ---------------- | ----------------- | --- | ----- | --- | --- | --- | --- | --- | --- | --- | --- | -------- | ---- |
| 2017 | Wayne Taylor Racing | P       | Cadillac DPi-V.R | Cadillac 6.2 L V8 | DAY | SEB 1 | LBH | COA | DET | WGL | MOS | ELK | LAG | PET | 29.      | 35   |

### Le Mans-i 24 órás autóverseny
| Év   | Csapat              | Csapattárs                    | Autó                     | Kategória | Kör | Összetett Helyezés | Kategória Helyezés |
| ---- | ------------------- | ----------------------------- | ------------------------ | --------- | --- | ------------------ | ------------------ |
| 2017 | G-Drive Racing      | Roman Ruszinov Pierre Thiriet | Oreca 07-Gibson          | LMP2      | 20  | Kiesett            | Kiesett            |
| 2018 | Aston Martin Racing | Jonathan Adam Maxime Martin   | Aston Martin V8 Vantage  | GTE Pro   | 327 | 37.                | 13.                |
| 2019 | Aston Martin Racing | Jonathan Adam Maxime Martin   | Aston Martin Vantage AMR | GTE Pro   | 325 | 46.                | 13.                |
| 2020 | Aston Martin Racing | Jonathan Adam Maxime Martin   | Aston Martin Vantage AMR | GTE Pro   | 346 | 20.                | 1.                 |
| 2021 | United Autosports   | Paul di Resta Wayne Boyd      | Oreca 07-Gibson          | LMP2      | 361 | 9.                 | 4.                 |

### Teljes Formula–E eredménylistája
(Táblázat értelmezése)

(Félkövér: pole-pozícióból indult; dőlt: leggyorsabb kört futott) 

| Év      | Csapat                  | 1      | 2      | 3     | 4      | 5       | 6      | 7      | 8      | 9      | 10     | 11     | 12     | 13     | 14     | 15     | Helyezés | Pont |
| ------- | ----------------------- | ------ | ------ | ----- | ------ | ------- | ------ | ------ | ------ | ------ | ------ | ------ | ------ | ------ | ------ | ------ | -------- | ---- |
| 2016–17 | DS Virgin Racing        | HKG    | MAR    | BNA   | MEX    | MON     | PAR    | BER    | BER    | NYC Ki | NYC Ki | MNT    | MNT    |        |        |        | 23.      | 3    |
| 2017–18 | DS Virgin Racing        | HKG 8  | HKG 9  | MAR 9 | SAN Ki | MEX 10  | PDE 6  | ROM Ki | PAR 14 | BER 16 | ZUR 16 | NYC Ki | NYC 14 |        |        |        | 16.      | 17   |
| 2018–19 | Panasonic Jaguar Racing | ADR    | MAR    | SAN   | MEX    | HKG     | SNY    | ROM 12 | PAR Ki | MON 8  | BER Ki | BRN 7  | NYC Ki | NYC 12 |        |        | 18.      | 10   |
| 2019–20 | Mahindra Racing         | ADR    | ADR    | SAN   | MEX    | MAR     | BER 12 | BER 11 | BER 17 | BER 9  | BER 5  | BER 8  |        |        |        |        | 17.      | 16   |
| 2020–21 | Mahindra Racing         | DIR Ki | DIR Ki | ROM 8 | ROM 17 | VAL Kiz | VAL 3  | MON 9  | PUE 10 | PUE 6  | NYC 11 | NYC 9  | LON 3  | LON 1  | BER 20 | BER 13 | 12.      | 78   |

† A versenyt nem fejezte be, de helyezését értékelték, mert a versenytáv több, mint 90%-át teljesítette.